# Правитељствујушчи сенат црногорски и брдски
Правитељствујушчи сенат црногорски и брдски је био орган централне власти у Старој Црној Гори и Брдима, који је основао Петар Други Петровић Његош (1830-1851), као резултат потребе да се Сенат тј. Кулук реформише и више уздигне изнад племенских подела. Русија је претходно послала своје опуномоћенике Ивана Вукотића и Матеју Вучићевића који су имали задатак да уреде државне органе. Сенат је прво имао 16, а потом 14 сенатора. Сенатори су бирани од најистакнутијих појединаца неводећи рачуна о племенској припадности. Први председник Сената је био Иван Вукотић, а његов заменик је био Матеја Вучићевић. Његош је овај орган држао под својом контролом, а када му је било јасно да Вукотић настоји да узме сву световну власт у своје руке, предузима одлучан корак и смењује председника и његовог заменика који се потом враћају за Русију. Нови председник сената је постао рођени Његошев брат Перо а заменик рођак Ђорђије Петровић.
Сенат је пре свега био задужен за судску власт као и за надзор над осталим органима, али се његове одлуке нису спроводиле док их не потпише владика. Сенатори су стално боравили на Цетињу и примали плату.

## Предсједници Сената
- Иван Вукотић, први, 1832 — 1834
- Перо Томов Петровић, 1837 — 1853
- Ђорђије Петровић, 1853 — 1857
- Мирко Петровић Његош, 1857 — 1867
- Божо Петровић Његош, 1867 — 1879

## Укидање
1879. године основан је Велики Суд (највиша судска инстанца у Црној Гори). Укинут је Сенат и основан Државни савјет и министарства.